# Juan Serrano Fuentes
Juan Serrano Fuentes (nacido como Juan Serrano, el 25 de enero de 1966 en Madrid, España) Es un escultor, guionista, director de televisión, ilustrador y productor español.

## Reseña biográfica
Licenciado en Bellas Artes por la Universidad Complutense de Madrid, comenzó su andadura como escultor diseñando diferentes trofeos para publicaciones de moda y deportivas.
En 1995 realizó el Monumento a Pedro Escartín que, tras alguna ubicación temporal fue colocado de forma definitiva en el Paseo de la Castellana en 2005.
Continuando con su labor como escultor, entró en el mundo del cine y televisión diseñando y modelando personajes para películas y series.
En esta época construyó un par de perros animatrónicos para la película "Salto al Vacío" de Daniel Calparsoro y el personaje "Máximo" de la serie "Las Aventuras de Máximo" incluida en el Club Megatrix.
En esa etapa colaboró también en teatro y publicidad realizando los muñecos y efectos de la versión española del musical "La Tienda de los Horrores" producida por Alain Cornejo y protagonizada y dirigida por Ángel Llacer.
Tras colaborar con parques temáticos como Faunia o Dinópolis creando material para sus exposiciones pasó centró su carrera en el audiovisual dedicándose a la creación, manipulación y doblaje de personajes para programas infantiles.
Diseñó los personajes de animación de las tiras "Los Chuquis"  de Telecinco y los de la serie de muñecos Monstruonoticias en la que manipulaba y doblaba algunos de los personajes.
Dirigió y colaboró en los guiones de la tercera temporada de esta serie tras lo que pasó a incorporarse a "Las Noticias del Guiñol"  donde, además de manipular personajes colaboró en la creación de los muñecos durante la última temporada del programa.
A partir del 2009 se centró en el mundo de la animación realizando y dirigiendo diversos proyectos incluyendo la producción ejecutiva de la segunda temporada de Cleo&Cuquín para la compañía hispano-mexicana Ánima Kitchent.

## Monumentos en espacios públicos
En cuanto a sus obras escultóricas, destaca el busto en bronce de Pedro Escartín Morán ubicado en el paseo de la Castellana.